# René Fonck

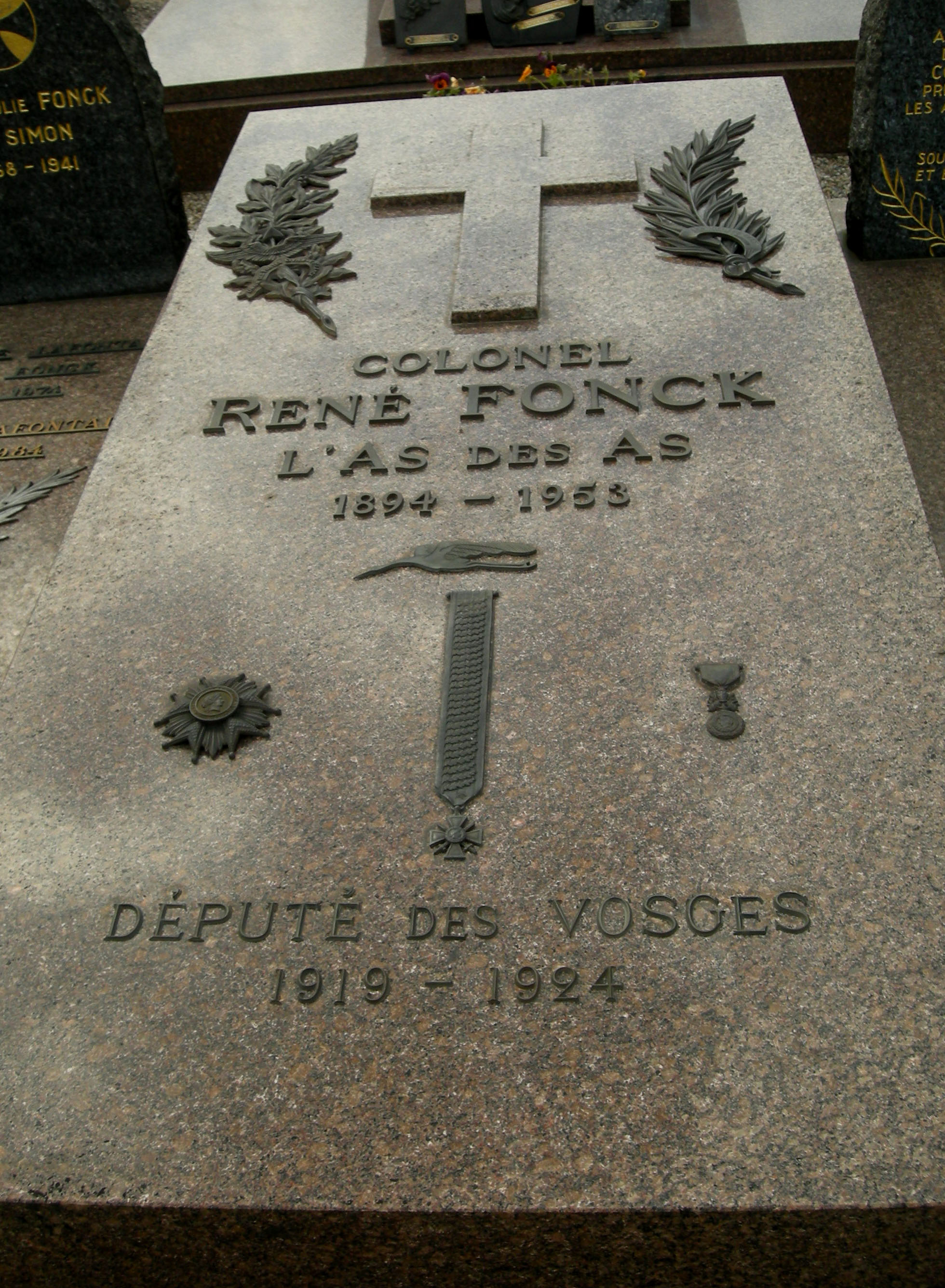
René Fonck

René Fonck (27. března 1894 – 18. června 1953) byl francouzský pilot v první světové válce; se 75 sestřelenými letadly nepřítele byl po Manfredu von Richthofen druhým nejúspěšnějším leteckým esem celé války a dodnes je prvním z pilotů spojenců ve všech válečných konfliktech.

## Život
René Fonck se narodil v malé francouzské vesničce Saulcy-sur-Merthe v departementu Vosges. O létání se zajímal už od mládí a jeho vzorem byli tehdejší průkopníci létání. Do armády vstoupil hned po začátku války, působil však nejprve v ženijní jednotce. Teprve po pěti měsících se přihlásil k pilotnímu výcviku. V létě roku 1915 létal nad frontou s průzkumným letounem Caudron G.3. Později dosáhl svého prvního vítězství sestřelem německého bombardéru a po druhém sestřelu v srpnu 1916 (stále s průzkumným letounem) byl zařazen mezi stíhací piloty. 15. dubna 1917, v období krvavého dubna byl zařazen do stavu 103. letky „Čápů“. Jednotka byla vybavena dvouplošníky SPAD S.VII.
Z Foncka se stal mistr vzdušného boje, využívající momentu překvapení, rychlý střemhlavý útok a opětovné nabrání výšky. Létal nejraději sám, využíval všech poznatků v oblasti taktiky vzdušných soubojů a sám si také vedl statistiku a dělal rozbory svých soubojů. Snažil se svou taktiku neustále vylepšovat, počítal i jednotlivé výstřely, které potřeboval k vítězství, municí velmi šetřil. Do konce roku 1917 měl „na kontě“ 19 vítězství. Byl excelentním střelcem, 14. srpna 1918 sestřelil za pouhých deset sekund tři německé letouny. Během jediného dne, 9. května 1918 sestřelil šest nepřátelských letadel, což byl jedinečný výkon. Za svá vítězství byl v tomto měsíci vyznamenán nejvyšším francouzským vyznamenáním Řádem čestné legie a poté i Croix de Guerre. V červenci počtem sestřelů předstihl Guyenemera. Během války nebyl nikdy raněn ani sestřelen a jeho letadlo bylo zasaženo jen jedinkrát. 
Ačkoliv byl spojeneckým esem es, mezi svými tolik oblíbený nebyl. Nejen kvůli svému velkému egu, ale též tomu, že na rozdíl od svého velkého předchůdce Guynemera, který se vrhal vstříc nebezpečí a často se vracel s prostříleným letadlem, on se stal mistrem "propočteného rizika", když si spočítal, že riziko je příliš velké, tak nezaútočil. Vybíral si tedy cíle, u kterých měl velkou šanci na úspěch za minimálního ohrožení.
Po skončení války se jako mnoho pilotů věnoval leteckým exhibicím. Chtěl s letadlem postaveným Sikorskim uskutečnit přelet Atlantiku. Ovšem upravený stroj Sikorsky S.35 ještě nebyl dostatečně připraven a při vzletu 21. září 1926 havaroval; při havárii zahynuli dva ze tří členů Fonckova týmu. Vypsanou Orteigovu cenu (25 000 dolarů) získal o několik měsíců později za svůj přelet Charles Lindbergh. Fonck se poté vrátil do armádní služby, před druhou světovou válkou pracoval jako inspektor stíhacího letectva pro francouzské vzdušné síly.
Fonckovy paměti Mes Combats byly vydány knižně. Jeden z prvních překladů této knihy do češtiny vyšel v roce 1931 pod názvem Orel letecké eskadry.
Většina textů o René Paul Fonckovi zcela opomíjí jeho neslavné aktivity za druhé světové války – byl ministrem kolaborační vlády z Vichy, za což byl (a dodnes je) nejen ve Francii velmi odsuzován. Po druhé světové válce se stáhl do ústraní.
Zemřel na záchvat mozkové mrtvice ve svém pařížském bytě 18. června 1953 ve věku 59 let. Pohřben je ve svém rodišti.

## Vyznamenání
- Řád čestné legie
- Médaille militaire
- britský Válečný kříž
- francouzský Croix de guerre
- belgický Croix de guerre